# Нейтронна крихкість
Нейтронне окрихчення, також відоме як радіаційне окрихчення, відбувається, коли різні матеріали взаємодіють з нейтронами. Цей процес особливо помітний у ядерних реакторах, де високоенергетичні нейтрони призводять до деградації матеріалів реактора з часом. Ефект крихкості спричиняється мікроскопічним рухом атомів, які взаємодіють з нейтронами. Також, взаємодія з нейтронами може призводити до набрякання матеріалів, збільшення їх розмірів, а також ефекту Вігнера, коли енергія накопичується в матеріалах і може спричинити раптове вивільнення енергії.
Механізми нейтронного окрихчення включають:
- Зміцнення та закріплення дислокацій завдяки нанометровим особливостям, створеним опроміненням
- Генерація дефектів решітки в каскадах зіткнень через високоенергетичні атоми віддачі, що утворюються в процесі розсіювання нейтронів .
- Дифузія основних дефектів, що призводить до більшої кількості дифузії розчиненої речовини, а також утворення нанорозмірних кластерних комплексів дефект-розчинена речовина, кластерів розчиненої речовини та окремих фаз.[1]

## Крихкість в ядерних реакторах
Крихкість матеріалів корпусів реакторів на атомних електростанціях від нейтронного випромінювання обмежує їх термін служби, оскільки вона спричиняє деградацію матеріалів реактора. Щоб забезпечити високу ефективність та безпечну експлуатацію водно-охолоджувальних систем при високих температурах (близько 290ºC) та тиску (від ~7 МПа для реакторів з киплячою водою до 14 МПа для реакторів з водою під тиском), корпус реактора повинен бути виготовлений зі сталі важкого профілю[прояснити: ком.]. Згідно з вимогами нормативних документів, ймовірність відмови корпусу реактора має бути дуже низькою. Для досягнення необхідного рівня безпеки, конструкція реактора передбачає наявність великих тріщин та екстремальних умов навантаження. У таких умовах швидке, катастрофічне руйнування може відбутися, якщо матеріал корпусу стає крихким. Зазвичай для виготовлення корпусів реакторів використовують міцні низьколеговані сталі з відпущеною бейнітною мікроструктурою, такі як пластини A302B, A533B або поковки A508. Останнім часом проблему крихкості реакторів вдалося вирішити за допомогою використання міцніших сталей з меншим вмістом домішок, зниженням нейтронного потоку, якому піддається корпус, та усуненням поясних зварних швів. Однак, крихкість залишається проблемою для старих реакторів.
Реактори з водою під тиском є більш вразливими до окрихчення, ніж реактори з киплячою водою, оскільки вони витримують більше ударів нейтронів. Для протидії цьому, багато реакторів реакторів з киплячою вродою мають особливий дизайн активної зони, який зменшує кількість нейтронів, що потрапляють на стінку посудини. Крім того, при конструюванні PWR особливу увагу приділяють крихкості через термічний удар під тиском — сценарію аварії, коли холодна вода потрапляє в корпус реактора під тиском, створюючи велике теплове напруження. Це термічне напруження може призвести до руйнування, якщо корпус реактора має достатню крихкість.